# Cucchiaino nello spumante

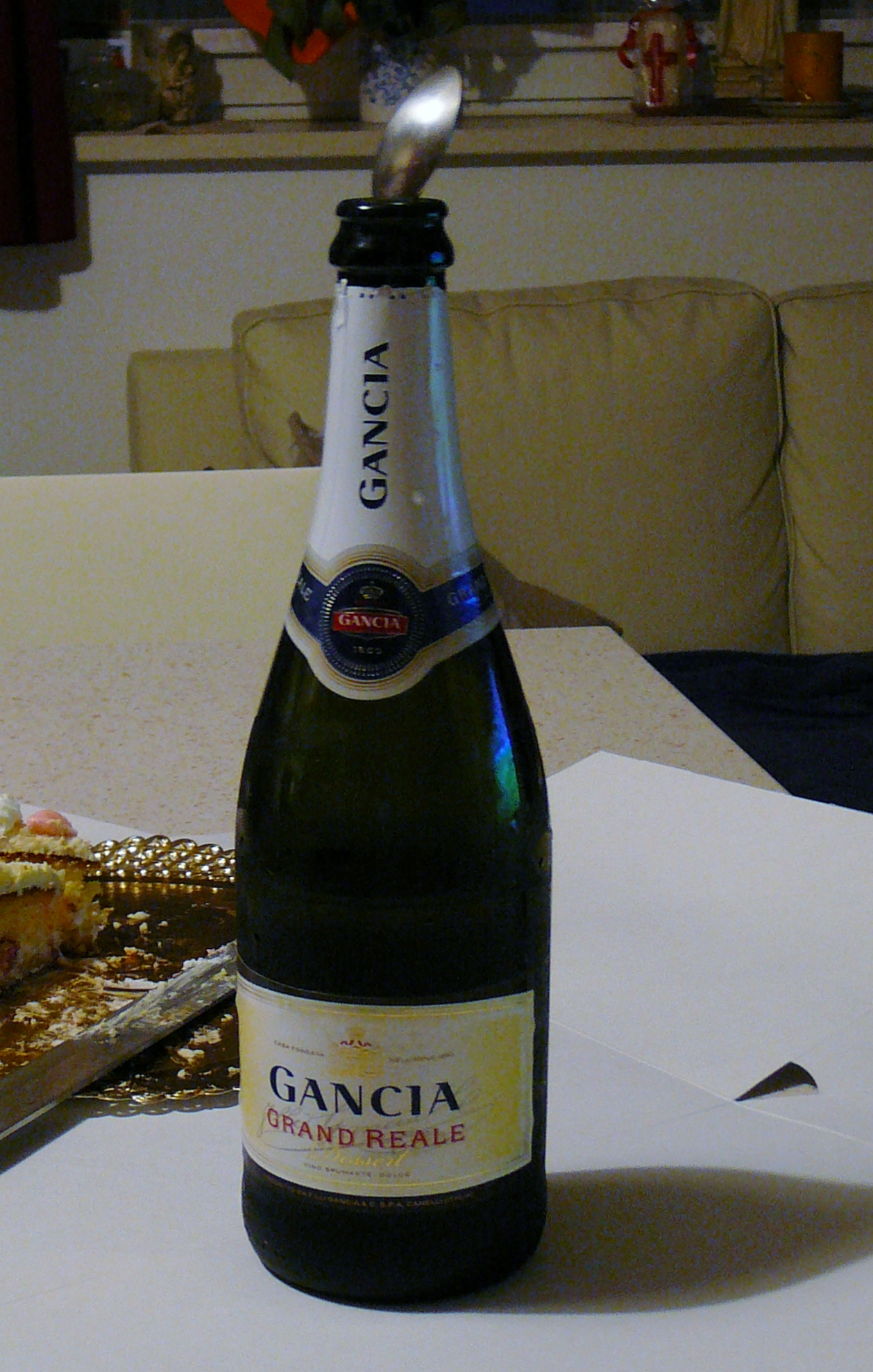
Esempio di bottiglia con inserito un cucchiaino

Quella del cucchiaino nello spumante è una supposizione pseudoscientifica che, riportata nel corso degli anni, è divenuta una leggenda metropolitana. Di origine incerta, tale leggenda vuole che un cucchiaino da caffè inserito capovolto nel collo di una bottiglia di vetro contenente spumante o champagne ne prevenga la fuga delle bollicine di anidride carbonica ovvero, in pratica, ne preservi l'effervescenza.
Alcune versioni di tale leggenda precisano che detto cucchiaino dovrebbe essere d'argento, al fine di garantire una preservazione ottimale. Altre ancora estendono l'efficacia di tale trattamento anche ad altre bevande gasate, alcoliche e non, come birra e Coca-Cola.
Non esistono evidenze scientifiche a comprovare tale effetto; uno studio compiuto in merito da alcuni esperti del centro interprofessionale dei vini di champagne, in Francia, rivelò non esservi significativa differenza di gusto o di contenuto di anidride carbonica tra il contenuto di due bottiglie identiche lasciate aperte, in una delle quali era stato inserito un cucchiaino per valutarne i presunti effetti a distanza di 24 ore.

## Ricerche scientifiche

### Ricerca Università di Stanford del 1994
Nel 1994, Richard Zare professore di chimica presso l'Università di Stanford coadiuvato dal dottor Harold McGee e da altri 7 assaggiatori (tra cui le mogli dei due) fece un esperimento in cui lasciarono 10 differenti bottiglie aperte per 26 ore, e in seguito le assaggiarono una ad una, concludendo che l'uso del cucchiaino non migliora né peggiora la qualità del vino. Tuttavia tale test è del tutto personale e privo di oggettività e quindi non ha valenza scientifica.

### Ricerca francese del 1995
Per riuscire a sfatare tale leggenda metropolitana, nel 1995 Michel Valade, Isahelle Trihaut-Sohier e Frédéric Panoïotis (appartenenti al "Comitato interprofessionale del vino di Champagne" di Épernay, la "capitale" dello champagne) hanno deciso di studiare nel dettaglio questa credenza.
Scientificamente e rigorosamente hanno utilizzato diverse bottiglie di champagne provenienti dalla stessa vinificazione, ovvero dallo stesso tino e hanno presentato i loro risultati sulla rivista scientifica Le Vigneron Champenois. In particolare diverse bottiglie sono state svuotate in maniera differente (di 1/3 o di 2/3) o lasciate con tutto il contenuto. Con questi diversi contenuti, si sono realizzati gli esperimenti chiudendo il collo della bottiglia con un cucchiaino in acciaio inox, o uno d'argento, o un tappo ermetico, o un tappo a corona o non chiudendolo. Messe queste in un ambiente a temperatura controllata (12 °C), si è controllata ad intervalli regolari la quantità di gas residuo, andando a misurare sia la perdita di massa del contenuto della bottiglia che la sua qualità a distanza di 8, 24, 48 e 72 ore.
Una volta che una bottiglia di champagne viene aperta e si inizia a svuotarla, la sua pressione interna scende da 6 a 4 bar circa per un contenuto di 50 cl (a 2 bar nel caso di 25 cl rimanenti). Dopo due giorni, si è potuto osservare come tutte le bottiglie "aperte" (con cucchiaino o senza) hanno avuto un maggiore decremento di pressione rispetto a quelle "chiuse" con un tappo, in misura del 50% e del 10%. In seguito è stata misurata anche la diminuzione del peso che era ben evidente nelle bottiglie "aperte", mentre risultava nulla per quelle "chiuse".
Questa ricerca conclude con il fatto che l'inserimento di un cucchiaino in una bottiglia comporta la stessa perdita di massa se comparata con una bottiglia lasciata totalmente aperta; mentre il livello di pressione risulta leggermente minore in queste ultime, ma comunque decisamente inferiore se confrontata con quelle "chiuse". In parole povere, la presenza del cucchiaino è inutile per la preservazione dell'effervescenza nelle bevande gassate.